# Mont-Joli
Mont-Joli es una ciudad de la provincia de Quebec, Canadá. Está ubicada en el condado regional de La Mitis y a su vez, en la región administrativa de Bas-Saint-Laurent.

## Geografía
Mont-Joli se encuentra ubicada en las coordenadas 48°36′00″N 68°12′00″O / 48.60000, -68.20000. Según Statistics Canada, tiene una superficie total de 24,45 km² y es una de las 1135 municipalidades en las que está dividido administrativamente el territorio de la provincia de Quebec. Está ubicada en el condado regional de La Mitis y a su vez, en la región administrativa de Bas-Saint-Laurent.
Hace parte de las circunscripciones electorales de La Mitis a nivel provincial y de Matapédia−Matane a nivel federal.

## Demografía
Según el censo de 2011, había 6665 personas residiendo en esta ciudad con una densidad poblacional de 272,6 hab./km². Los datos del censo mostraron que de las 6568 personas censadas en 2006, en 2011 hubo un aumento poblacional de 97 habitantes (1,5%). El número total de inmuebles particulares resultó de 3138 con una densidad de 128,34 inmuebles por km². El número total de viviendas particulares que se encontraban ocupadas por residentes habituales fue de 3037.